# Estación de Hospitalet del Infante
La estación de Hospitalet del Infante (en catalán y según Adif L'Hospitalet de l'Infant) es una estación ferroviaria situada en el municipio español de Vandellós y Hospitalet del Infante en la provincia de Tarragona, comunidad autónoma de Cataluña. Cuenta con servicios de Media distancia operados por Renfe.

## Situación ferroviaria
La estación se encuentra en la línea férrea de ancho ibérico conocida como "Variante de Vandellós", dentro del Corredor Mediterráneo.

## Historia
La estación antigua fue inaugurada el 12 de marzo de 1865 con la apertura del tramo Amposta-Tarragona de la línea que pretendía unir Valencia con Tarragona. Las obras corrieron a cargo de la Sociedad de los Ferrocarriles de Almansa a Valencia y Tarragona o AVT que previamente y bajo otros nombres había logrado unir Valencia con Almansa. En 1889, la muerte de José Campo Pérez principal impulsor de AVT abocó la misma a una fusión con Norte.
En 1941, tras la nacionalización de los ferrocarriles de ancho ibérico en España la estación pasó a ser gestionada por la recién creada RENFE. 
Desde el 31 de diciembre de 2004 Renfe Operadora explota la línea mientras que Adif es la titular de las instalaciones ferroviarias.
La estación original fue clausurada el 13 de enero de 2020 debido a la puesta en servicio de la nueva variante de Vandellós del Corredor Mediterráneo, dejando fuera de servicio el trazado de vía única, entre el ámbito de La Ametlla de Mar y Vandellós y Hospitalet del Infante por el lado sur y la actual estación de Port Aventura por el lado norte. La estación de Hospitalet del Infante fue desplazada hacia al noroeste del núcleo urbano, formando parte del nuevo trazado de doble vía entre Vandellós y Tarragona.

## La estación
La antigua estación se encuentra al norte del núcleo urbano junto a la carretera nacional que une Barcelona con Cádiz. El edificio para viajeros es una amplia y sobria estructura de planta baja y base rectangular. Cuenta con cuatro vías y dos andenes, uno lateral y otro central, de tal forma que una vía carece de acceso a andén. Un paso subterráneo permite el cambio de uno a otro. Dispone de sala de espera, venta de billetes, aseos y de un despacho para el jefe de estación. En el exterior existe un aparcamiento habilitado.
La nueva estación está ubicada en la calle del Presidente Companys. Cuenta con 4 vías, dos principales (vías 1 y 2) y dos derivadas (vías 3 y 4), un andén en la vía 3 y otro andén en la vía 4.

## Servicios ferroviarios

### Media Distancia
Los trenes de Media Distancia que operan de Renfe enlazan la estación con Tortosa, Valencia, Tarragona y Barcelona.
| Línea MD | Trenes          | Origen/Destino |  | Destino/Origen | Equivalente Rodalies de Catalunya |
| -------- | --------------- | -------------- |  | -------------- | --------------------------------- |
| 32       | Regional Exprés | Tortosa        |  | Barcelona      |                                   |
| 50       | Regional Exprés | Valencia-Norte |  | Barcelona      |                                   |